# Белоусов, Алексей Захарович
Алексей Захарович Белоусов (1911, Астраханская губерния —1974, Куйбышев) — советский гигиенист, ректор Московского медико-стоматологического института.

## Биография
Родился 26 апреля 1911 года[по какому календарю?] в селе Болхуны Енотаевского уезда Астраханской губернии в семье крестьянина. С 1921 года по 1934 год работал пастухом, чернорабочим, подручным слесаря, слесарем Сталинградского тракторного завода. В 1939 году, после окончания 1-го московского Медицинского института, был направлен на работу в Якутию и с 1-го августа 1939 года по 1943 год работал наркомом здравоохранения ЯАССР. Он внёс большой личный вклад в развитие санитарной авиации Якутии; в период его работы резко улучшилось проведение санитарно-противоэпидемических и лечебно-профилактических работ, значительно расширилась сеть медицинских и санитарно-противоэпидемических учреждений, улучшились подбор и расстановка медицинских кадров.
С 1943 года по приказу Министерства здравоохранения РСФСР заведовал Тульским областным отделом и был начальником управления военных госпиталей области.
В 1946 году был переведён в аппарат ЦК КПСС, а в 1950 году назначен заместителем министра здравоохранения СССР и находился на этой должности до 1954 года — во времена кампании против «врачей-отравителей».
С 1954 года, в течение пяти лет возглавлял Московский научно-исследовательский институт гигиены имени Ф. Ф. Эрисмана.
В 1959—1968 годах был проректором по учебной работе 1-го МОЛМИ (бывший 1-й ММИ), одновременно заведовал кафедрой общей гигиены. Стал основоположником нового научного направления — университетской гигиены, изучающей вопросы здоровья и физического развития учащихся средних и высших учебных заведений. Впервые в стране при кафедре гигиены детей и подростков 1-го ММИ им. И. М. Сеченова, которой А. З. Белоусов заведовал с 1962 года, создал лабораторию гигиены подростка и студента.
В 1968 году был назначен ректором Московского медицинского стоматологического института. Поддержал инициативу открытия лечебного факультета, который готовил врачей для Москвы и Московской области. В 1968 году в институте был открыт факультет усовершенствования врачей с 2 отделениями: стоматологическим и врачей лечебного профиля. Благодаря его энергии была произведена реконструкция здания на Делегатской улице, куда была переведена часть кафедр; были открыты общежития № 1, 2, 4 на улице Вучетича, получено здание под общежитие на Онежской улице, началось строительство Стоматокомплекса на улице Вучетича, рядом с больницей № 50.
А. З. Белоусов — автор более сорока научных работ.
Был награждён орденам Ленина, двумя орденами Трудового Красного Знамени, орденом «Знак Почета» и медалями СССР.
Скоропостижно скончался в 1974 году в Куйбышеве на совещании ректоров. Похоронен в Москве на Введенском кладбище (уч. 29).